# Segons analítics
Segons analítics (en grec antic Ἀναλυτικῶν ὑστέρων, en llatí Analytica posteriora, abreujat An. Post) és un text d'Aristòtil d'Estagira. Es compon de dos llibres (I: 71a - 89b, II: 90a - 100b) i no hi ha dubtes sobre la seua autenticitat. És el quart llibre de l'Òrganon, i se situa després de Primers analítics i abans dels Tòpics. En algunes edicions es tradueix Analítics posteriors.

## Tema
En Segons analítics, Aristòtil estudia les necessitats específiques de la demostració, la definició i el coneixement científic. Segons Aristòtil:
| «                  | "Tota la didascàlia i tota la disciplina dianoètica s'adquireixen d'un saber que precedeix al coneixement. Açò és evident siga quin siga el saber considerat: la ciència matemàtica s'adquireix d'aquest mode, tal com les altres arts. El mateix ocorre amb els raonaments dialèctics, siguen fets per sil·logisme o per inducció, perquè tots s'ensenyen per un coneixement anterior: en el primer cas, suposant que les premisses en són admeses per l'altre; en el segon cas, demostrant l'universal amb el particular ja conegut. D'altra banda, així és com els arguments retòrics persuadeixen, o paradigmes, que és una mena d'inducció, o entimema, que no deixa de ser un sil·logisme." | » |
| — An. Post., 71a). | |   |

El llibre I tracta de les condicions formals de la demostració;
El llibre II estudia la teoria de la definició i de la causa.
La demostració es diferencia com un sil·logisme que genera coneixement científic, mentre que la definició és el plantejament de la naturalesa d'una cosa, […] un plantejament del significat del nom, o d'una fórmula nominal equivalent.
En els Primers analítics s'estudia la lògica de sil·logismes en l'aspecte formal; en els Segons, es considera respecte a la seua substància. La "forma" d'un sil·logisme recolza en la necessària connexió entre les premisses i la conclusió. Tot i que en la forma no hi haja errada, pot haver-n'hi en la substància, açò és, les proposicions de què es compon poden ser veritables o falses, probables o improbables.
Quan les premisses són certes, veritables i primàries, i la conclusió formalment se'n segueix: això és demostració, i genera coneixement científic. Aquests sil·logismes es diuen apodíctics i se'n tracta en els dos llibres de Segons analítics. Quan les premisses són incertes, aquest sil·logisme es diu dialèctic, i aquests s'estudien en els vuit llibres dels Tòpics. Un sil·logisme que semble perfecte tant en forma com en substància, però que no ho siga, es diu sofístic, i d'aquests es parla en De les refutacions dels sofistes.

## Resum del contingut
El contingut dels Segons analítics es pot resumir:
- Qualsevol demostració s'ha de fundar en principis ja sabuts. Els principis en els quals es funda, o bé han de ser demostrables, o ben han de ser dels anomenats primers principis, que no es poden ni necessiten demostrar, perquè són evidents per si mateixos (o nota per se en argot escolàstic).
- No podem demostrar les coses de manera circular, donant suport a la conclusió amb les premisses i les premisses amb la conclusió. Ni tampoc ha d'haver-hi una quantitat infinita de termes intermedis entre el principi i la conclusió.
- En una demostració, els primers principis, la conclusió i totes les proposicions intermèdies han de ser veritats necessàries, generals i eternes. De les coses que ocorren per atzar, o de manera contingent, o que poden canviar, o de les coses individuals, no hi ha demostració.
- Algunes demostracions proven solament que les coses són de certa manera, més que per què ho són. Les demostracions del segon tipus són les més perfectes.
- La primera figura del sil·logisme és la que millor s'adapta a la demostració perquè permet conclusions universalment afirmatives. Aquesta figura la utilitzen comunament els matemàtics.
- La demostració d'una proposició afirmativa és preferible a la d'una negativa; la demostració d'una d'universal, a la d'una particular; i la demostració directa, a la reducció a l'absurd.
- Els principis són més certs que la conclusió.
- No pot haver-hi alhora opinió i coneixement de la mateixa cosa.

En el segon llibre, Aristòtil comença amb una afirmació admirable: els tipus de coses determinen els tipus de preguntes, i en són quatre:
1. Si la relació d'una propietat (atribut) amb una cosa és un fet veritable.
2. Quina és la raó d'aquesta relació.
3. Si una cosa existeix.
4. Quina és la naturalesa i significat de la cosa.
La darrera d'aquestes preguntes l'anomenà Aristòtil, en grec, "què és" de la cosa. Ho van traduir els lògics escolàstics al llatí com quidditas, que ha passat al català com a quidditat. Aquesta quidditat no es pot demostrar, però s'ha de fixar amb una definició. Parla de la definició i de com s'ha d'elaborar una definició correcta. Com a exemple ofereix la definició del número tres, que defineix com el primer nombre senar.
En mantenir que conèixer la naturalesa d'una cosa és conèixer per què és i que posseïm coneixement científic d'una cosa només quan coneixem la seua causa, Aristòtil postula quatre tipus majors de causa com els termes mitjans més cercats de demostració:
la forma definible; un antecedent que necessita un conseqüent; la causa eficient; i la causa final.
Acaba el llibre amb la manera en què la ment humana coneix les veritats bàsiques o premisses primàries, o primers principis, que no són innates, ja que podem desconéixer-les durant gran part de la nostra vida. Tampoc poden deduir-se de cap coneixement anterior, o no serien primers principis. Assenyala que els primers principis deriven, per inducció, de la percepció sensorial que introdueix els veritables universals en la ment humana. D'aquesta idea prové la màxima escolàstica "res hi ha en l'intel·lecte que no haja estat abans en els sentits" (Nihil est in intellectu, quod prius senar fuerit in sensu).
De tots els tipus de pensament, es consideren universalment veritables sols el coneixement científic i la intuïció, i aquesta darrera és la font creadora del coneixement científic. L'obra conclou així: la ciència íntegrament és […] font originadora de tot el cos de fets.